# هانک (فیلم)
هانک (انگلیسی: Hunk) فیلم کمدی آمریکایی به کارگردانی لارنس باسوف و با درخشش جان آلن نلسون و جیمز کوکو و دبورا شلتن است.

## داستان فیلم
داستان فیلم درمورد مردی به‌نام بردلی برینکمن است که با یک آژانس شیطانی قرارداد می‌بندد تا صاحب یک بدن متفاوت و هویتی جدید شود. نام او به هانک گلدن تغییر می‌یابد. اکنون باید تصمیم بگیرد که آیا می‌خواهد در بدن و در قالب هویت جدیدش زندگی کند یا می‌خواهد به زندگی پیشینش بازگردد.